# Corona 100
Corona 100 – amerykański satelita rozpoznawczy do wykonywania zdjęć powierzchni Ziemi. Dwudziesty czwarty statek serii KeyHole-4A tajnego programu CORONA. Kapsuły powrotne odzyskano w locie nad Pacyfikiem 27 września (1024 -1, 25°58' N, 155°44' W) i 2 października 1965 (1024-2, 24°52' N, 165°42' W).

## Przebieg lotu
Misja przebiegała nominalnie. Odnotowano jedynie brak danych z dwóch czujników temperatury osłony termicznej podczas startu.
Raport analizy materiału zdjęciowego wskazywał, że zdjęcia są trochę lepszej jakości niż z poprzednich misji, ale nie aż o tyle, by podnieść ich ocenę formalną. Około 44% sfotografowanego terenu było zachmurzone.
W celach porównawczych filmy z obu kamer kapsuły 1024-2 zostały wywołane za pomocą różnych maszyn fotograficznych, Yardleigh i Trenton.
Najlepsza osiągnięta rozdzielczość na próbnych celach naziemnych (na lotnisku Ganado) wyniosła 2,1 metra (najgorsza 4,9 metra).
Kamery kapsuły 1024-1 wykonały 2920 i 3045 zdjęć. Kapsuły 1024-2, 2935 i 3029 zdjęć. Zdjęcia z kamer kapsuły 1024-1 obejmowały przede wszystkim terytorium ZSRR (ponad 4,7 mln mil morskich kwadratowych), Chin (ponad 1,5 mln Nmi2), Indii, Mongolii i Polski (około 222 tys. Nmi2). Z kamer 1024-2: ZSRR (ponad 3,6 mln Nmi2), Chin, Nepalu, Argentyny i Arabii Saudyjskiej.
Satelita spłonął w atmosferze 11 października 1965.